# Tony Taylor (cestista)
Tony Chistopher Taylor (Sleepy Hollow, 9 agosto 1990) è un cestista statunitense.

## Carriera
Dopo aver frequentato la Archbishop Stepinac High School di White Plains, gioca per quattro anni per la George Washington University di Washington.
Si dichiara eleggibile al Draft NBA del 2012, ma non viene scelto da nessuna franchigia, tuttavia viene selezionato nel draft della D-League dai Tulsa 66ers.
Nell'estate del 2013 firma per i polacchi del Turów Zgorzelec con i quali vince titolo nazionale e supercoppa.
Nell'agosto del 2015 si accorda con il club russo dell'Enisey Krasnojarsk.
Dopo l’avventura al Banvit, nell’estate del 2018 si accorda con la Virtus Bologna, con cui vince la Basketball Champions League.

## Trofei e riconoscimenti
- Campionato polacco: 1

Turów Zgorzelec: 2013-14
- Supercoppa polacca: 1

Turów Zgorzelec: 2014
- Basketball Champions League: 1

Virtus Bologna: 2018-19